# Епік Елеонора Яківна
Епік Елеонора Яківна (нар. 1 травня 1934, Харків) — український фахівець у галузі теплофізики. Доктор технічних наук, професор, професор кафедри атомних електростанцій та інженерної теплофізики Національного технічного університету України «Київський політехнічний інститут імені Ігоря Сікорського».

## Біографія та наукова діяльність
У 1957 році закінчила Київський політехнічний інститут.

Від 1959 працювала в Інституті технічної теплофізики Академії наук УРСР. У 1982—1996 роках була завідувачкою лабораторії турбулентності в енергетичних установках, у 1996—2003 роках — головний науковий співробітник.

У 1984 році захистила дисертацію на здобуття ступеня доктора технічних наук на тему: «Теплообмен и внутренняя структура турбулизированных потоков».

Від 2003 року працювала у Національному технічному університеті України «Київський політехнічний інститут імені Ігоря Сікорського» професором кафедри атомних електростанцій та інженерної теплофізики. Досліджувала процеси переносу тепла та імпульсу в складних зовнішніх умовах, типових для проточної частини теплоенергетичного обладнання.

## Основні наукові праці
- Расчетные и экспериментальные методы определения теплового состояния основных узлов газовых турбин с воздушным охлаждением. К., 1970; 1972; 1977 (співавт.)
- Тепломассообмен и гидродинамика турбулизированных потоков. К., 1985 (співавт.)
- Internal Structure of Turbulent Boundary Layer at Unfavorable Pressure Gradient and Increased Turbulence of External Flow // Energetika, Lietuvas Moksly Akademija. — 1992. — N 3. — P. 110—118. (співавт.)
- Heat Transfer on the Surface of Longitudinally Streamlined Bodies in the Presence of Closed Separation and External Flow Turbulization // 10th International Heat Transfer Conf., Brighton, UK, 1994. — 3. — P. 211—216. (співавт.)
- Boundary Layer Relaxation after a Separated Region // Tenth Symp. on Turbulent Shear Flows, Pennsylvania, USA. — 1995. — 6 p. (співавт.)
- The Influence of Turbulence on the Mechanism of Heat Transfer and Selective Properties of Bypass Transition // 2nd Intern. Symp. on Turbulence, Heat and Mass Transfer, Delft, Netherlands. — 1997. — P. 243—252. (співавт.)
- Boundary layer development after a separated region // J. Fluid Mechanics. 1998. Vol. 374 (співавт.)
- Влияние турбулентности и продольного градиента давления на теплообмен в турбулентном пограничном слое // Тр. 4-й Рос. нац. конф. по теплообмену (РНКТ–4). Т. 2. Москва, 2006.
- Структура потоку і теплообмін у каналах тепловідводів при розрізанні ребер і їх поворотах // Наукові вісті НТУУ «КПІ». 2010. № 6 УДК: 536.24. С. 36-40 (співавт.)
- Вплив відриву потоку на теплообмін та гідродинаміку плоскої робочої поверхні теплоенергетичного обладнання // Наукові вісті НТУУ «КПІ». 2011. № 2 УДК: 532.525.6, С. 28—35. (співавт.)

## Відзнака
У 1986 році у складі колективу науковців отримала Державну премію УРСР у галузі науки і техніки за цикл робіт «Теоретичні основи і практичні методи створення ефективних систем теплового захисту високотемпературних двигунів та впровадження їх енергетичному і транспортному машинобудуванні».